# 弗米茨河 (薩勒河支流)
50°12′6.34″N 11°54′13.76″E / 50.2017611°N 11.9038222°E

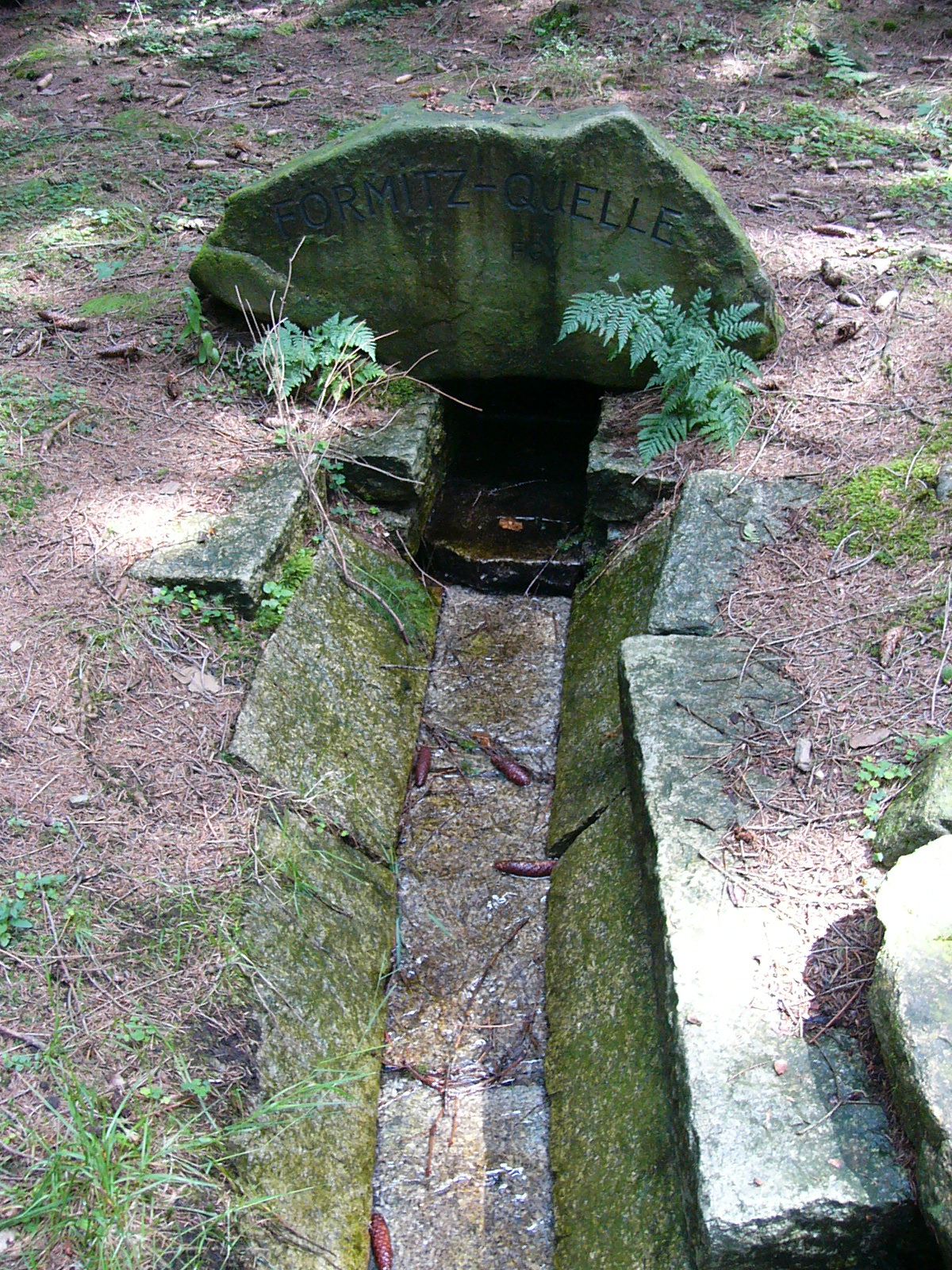

弗米茨河是德國的河流，位於該國東南部，由巴伐利亞負責管轄，屬於薩勒河的右支流，發源自菲希特爾山脈，河道全長6.7公里，流域面積15平方公里。